# Puma (állatnem)
A Puma a ragadozók rendjébe, azon belül a macskafélék családjába tartozó nem.
A Puma az egyetlen olyan nem a macskaformák alcsaládjában, ahová a többinél valamivel nagyobb állatok tartoznak, nevezetesen a puma és a jaguarundi. Azonban jegyeik tökéletesen bizonyítják hovatartozásukat: kicsi fej, karcsú test és hosszú vékony végtagok.
A két faj Amerika minden egyes szegletén jól érzi magát a brazil esőerdőktől a sziklás-hegységi havas csúcsokig mindenhol megélnek. A leggyakoribb és legjobban ismert fajuk a puma, mely Észak- és Dél-Amerikában mindenhol jelen van. Több alfaja létezik, melyek közül mindegyik alkalmazkodott a zord és kevésbé zord körülményekhez. Bundájuk színe jellegzetes sárgásbarna, hasoldaluk fehér.

## Fajok
- puma (Puma concolor)
- jaguarundi (Puma yagouaroundi)

Eredetileg csak a pumát sorolták a nembe, de a DNS-vizsgálatok alapján a jaguarundi is ide sorolandó, ami a korábbi rendszertanok szerint egyedül alkotta a Herpailurus nemet.